# 哥斯大黎加軟梳䲁
哥斯大黎加軟梳䲁（學名：Malacoctenus costaricanus），為輻鰭魚綱䲁形目脂䲁科軟梳䲁屬的一個種，分布於東太平洋哥斯大黎加彼德拉布蘭卡灣海域，深度1至10公尺，本魚頭部細長，吻尖，頸背觸鬚一對呈分枝狀，口頂兩側無齒，頭部淺色，眼後和鰓蓋上有深色斑點，身體有6條不規則的橫帶，中線以上顏色較深，並延伸至背鰭，成魚沿側腹有多個縱向排列的小斑點，背鰭前部顏色較深，後部有散的斑點，尾鰭有不規則的橫帶，有深色斑點，體長可達6.2公分，棲息在礁石區，生活習性不明。